# Родилов, Епифан Иванович
Епифан Иванович Родилов (годы рождения и смерти неизвестны) — атаман Войска Донского (1613, 1615, 1617, 1623—1628, 1630).

## Биография
Впервые имя атамана Епифана Родилова упоминается в 1613 году в грамоте царя Михаила Фёдоровича Войску Донскому.
Осенью 1616 года донские казаки отстранили от атаманства Смагу Чершенского и избрали новым войсковым атаманом Епифана Родилова.
Зимой 1617 года атаман Е. И. Родилов отправил гонцов в Запорожскую Сечь, договорившись с запорожскими казаками о совместном походе на турецкие и крымские владения. В январе того же года азовские турки и татары совершили набег на казачьи зимовища, часть из которых была разорена и сожжена. В ответ донские казаки разорили азовские предместья, а весной 700 казаков на стругах спустились в море, разорив селения по берегам Азовского и Чёрного морей. Султан отправил против донских казаков двух пашей с отрядом янычар на семи «каторгах». Донцы, настигнутые противником, нанесли полное поражение туркам. Турки были перебиты и взяты а в плен. Один паша был убит, а османские каторги были захвачены.
В том же 1617 году атаман Епифан Родилов возглавил новый морской поход против турок. К донцам присоединилось две тысячи запорожских казаков. В устье Днепра казацкая флотилия была атакована двумя турецкими эскадрами. Казаки разгромили турецкий флот, взяв в плен капудан-пашу.
В 1618 году новый османский султан Ахмед приказал засыпать судоходную протоку Мёртвый Донец, а вторую протоку заблокировать, построив на её берегу крепость, где был размещен турецкий гарнизон с пушками. В Азов был отправлен кафинский паша с большим отрядом янычар. Русское посольство Петра Мансурова, возвращавшееся из Стамбула в Москву, было задержано турками в Азове. Атаман Епифан Родилов получил из Азова известие, что если казаки попытаются помешать засыпке Мёртвого Донца и строительству на протоке Каланча крепости, турки расправятся с русским посольством. Атаман вынужден был удержать казаков от нападений на турок. К осени 1618 года турки засыпали Мёртвый Донец и закончили строительство крепости на Каланче, а русское посольство было освобождено домой. Турки думали, что они окончательно перекрыли путь казакам в море, но просчитались. Казаки выкопали прямой канал (ерик) выше по течению протоки Каланчи в другой рукав донского гирла, который был назван Казачьим ериком. Донцы продолжили совершать разорительные походы на турецкое и крымское побережье.
Весной 1618 года царское правительство, продолжавшее войну с Речью Посполитой, призвало донских казаков отправить на помощь Москве 5-6 тысяч конных и пеших воинов. Войско Донское откликнулось на просьбу царя. 2-тысячный отряд казаков под командованием атамана Гаврилы Стародуба осенью двинулся на помощь Москве. Хотя казацкие полки прибыли поздно и не приняли участия в военных действиях, царское правительство отправило Войску грамоту, благодаря казаков за их службу.
Донские казаки продолжали борьбу против турок и крымских татар. В декабре 1619 года азовцы, ногайцы и крымцы взяли приступом, разорили и сожгли один из казачьих городков, лежащий ниже Манычского городка. В плен было взято более 100 человек. Попытки противника взять другие донские городки не удалась. Донцы, соединив свои отряды, отразили вражеское нападение. Атаман Епифан Родилов призвал казаков с Дона и его притоков совершить ответный поход на Азов.
Весной 1620 года большое количество донских казаков собралось на круг для обсуждения плана ответного похода на Азов. На помощь донским казакам прибыло несколько сотен запорожцев. Атаман Родилов и его сторонники выступали за взятие Азова, а другая часть казаков под руководством атамана Шалыгина требовала осуществить морской поход на османские владения. 1300 донцов и 400 запорожцев под командованием атаманов Сулимы, Шило и Яцко вышли в море и отправились к берегам Турции. Морской поход завершился полным провалом. Казаки не смогли взять город Ризе, где турки, получив подкрепление, отразили их приступ и вынудили казаков отступить. На обратном пути казацкая флотилия попала в сильный шторм и столкнулась с турецкой эскадрой. Турки одержали победу, частично потопив и рассеяв казацкие струги. Из похода смогли вернуться только 300 донцов и 30 запорожцев. Также неудачно закончился поход казаков на Казыев улус.
Во время морского похода атаман Епифан Родилов, собрав оставшиеся силы, выступил в поход по суше и воде на крепость Азов. 3-4 тысячи казаков осадило крепость, но не смогли взять ей штурмом. Донцы были отражены, но смогли разорить азовский посад и ближайшие окрестности.
Осенью 1620 года казаки отстранили от атаманства Епифана Родилова, обвинив его в провале весеннего морского поход под руководством атамана Шалыгина. Также он был обвинен в бездействии при строительстве турками крепости на Каланче и засыпке Мёртвого Донца. Новым атаманом был избран Исай Мартемьянов. Несмотря на это, Родилов не утратил своего влияния в Войске Донском. Его имя продолжало упоминаться в царских грамотах, наравне с именем Исая Мартемьянова.
В 1620 году атаман Епифан Родилов возглавляет зимовую станицу в Москву. В ту же осень, Родилов возглавляет зимовую станицу в Москву, для непростых переговоров о получении очередного царского жалованья, и решения других насущных вопросов.
В 1625 году донские и запорожские казаки под руководством атамана Исая Мартемьянова совершили неудачный морской поход на турецкие владения. Воспользовавшись этим обстоятельством, крымские татары и азовцы совершили нападение на донские городки. Пять из них были взяты приступом и полностью разрушены. Войсковой атаман Е. Родилов, собрав казаков из окрестных городков, разбил противника. На созванном казачьем кругу было принято решение об ответном походе на Азовскую крепость. Епифан Родилов во главе 3-тысячного войска устремился на Азов и лично возглавил атаку на турецкую крепость. Турецкий гарнизон смог отразить все казачьи приступы. Сам атаман Родилов получил несколько ран в боях. Казаки не смогли взять хорошо укрепленный Азов, но на другой день легко взяли новую крепость на Каланче, где перебили весь гарнизон.
Осенью 1625 года флотилия донских казаков (от 1300 до 2000 тыс. чел. на 27 стругах) совершила морской поход на побережье Турции. В Чёрном море донцы соединились с запорожскими казаками (более 10 000 тыс. чел. на 300 чайках). Союзники захватили и разграбили богатые турецкие города Трапезунд, Самсун и Синоп. Султан отправил против казаков 100-тысячное войско и большой флот. Казаки потерпели поражение в морском сражении, донцы потеряли 500 человек, а запорожцы — более 800. На обратном пути донские и запорожские казаки разорили окрестности Гезлёва (Козлёва).
Весной 1626 года донские казаки вновь совершили рейд на крымское побережье, разрабили и сожгли несколько татарских селений в окрестностях Гезлёва, захватив в плен несколько сотен человек и освободив много русских рабов. На обратном пути в море донцы атаковали и захватили три турецких торговых корабля.
В это время атаман Епифан Родилов, соединившись с отрядом запорожцев, во главе 2-тысячного войска выступил в поход на Азовскую крепость. Казаки не смогли взять хорошо укрепленный город и разорили предместья.
Весной 1627 года атаман Епифан Родилов возглавил морской поход объединённого отряда донских и запорожских казаков на побережье Турции. Казачья флотилия внезапно появилась в окрестностях Стамбула. Они ворвались в бухту Золотого Рога и подожгли стоявшие военные и торговые корабли турок. Казаки высадились на берег и стали истреблять мусульман и евреев. В османской столице вспыхнула большая паника. Турецкие янычары с большим трудом вытеснили казаков из порта и пригородов. Разграбив портовые склады, донские и запорожские казаки вернулись домой с огромной добычей.
Весной 1628 года Епифан Родилов сдал свои атаманские полномочия Волоките Фролову, ездившему вместе с ним в Москву.
Весной 1630 года он вновь был избран войсковым атаманом. 5 апреля во главе казацкого отряда (1000 донцов и 500 запорожцев) на 28 стругах он предпринял поход «за зипунами». 29 апреля казаки подступили к Керчи. Попытка взять город штурмом закончилась неудачно. Потеряв 100 человек убитыми и ранеными, они были отражены и отступили. Через неделю казачьи струги вновь пристала к берегу, где казаки стали разорять татарские аулы. Татары собрались с силами и отразили казаков. Затем донцы и запорожцы отправились к турецкому побережью. Вначале они разорили две греческие деревни: Айсерес и Арпаты, принадлежавшие султану. Затем они захватили и разграбили Небелу, в окрестностях Синопа, где беспощадно истребляли мусульман, но не трогали православных греков.
После 1630 года имя Епифана Ивановича Родилова не встречается в исторических актах.